# Концерт для гобоя та струнного оркестру (Воан-Вільямс)
Концерт для гобоя і струнних Ля мінор — концерт, написаний Ральфом Воан-Вільямсом 1944 року.
Концерт складається з трьох частин:
1. Rondo Pastorale (Allegro moderato)
2. Minuet and Musette (Allegro moderato)
3. Scherzo (Presto — Doppio più lento — Lento — Presto).

Роботу над створенням концерту автор розпочав у 1943 році після завершення Симфонії № 5. Прем'єра концерту мала відбутися на променаді в Лондоні, але через загрозу бомбардувань прем'єру перенесли до Ліверпуля.